# Indische Sternschildkröte
Die Indische Sternschildkröte (Geochelone elegans) ist eine monotypische Art aus der Familie der Landschildkröten. Ihr Verbreitungsgebiet umfasst Pakistan, Indien und Sri Lanka.

## Erscheinungsbild
Die Indische Sternschildkröte erreicht eine Carapaxlänge von bis zu 38 Zentimetern und ein Gewicht bis zu 7 Kilogramm. Ihr Rückenpanzer ist eher länger und stark aufgewölbt. Auch die einzelnen Wirbel- und Rippenschilde weisen eine starke Aufwölbung auf. In der Mitte der Schilde befindet sich ein heller Fleck, von dem aus bis zu acht gelbe Streifen zum Rand hinführen. Diese auffällige Zeichnung hat zu dem Namen Sternschildkröte geführt. Der Bauchpanzer weist eine ähnliche Musterung auf.
Der Panzer hat eine annähernd monostatische Form, die es dem Tier erleichtert, sich aus der Rückenlage zu befreien. Er ist damit ein Beispiel für die Realisierung der geometrischen Figur des Gömböc in der Natur.
Die Vorderbeine sind gelblich. Der Kopf und die hinteren Extremitäten verfügen über eine schwarze Färbung auf gelbem Grund. Männchen können am längeren und dickeren Schwanz erkannt werden.
Bislang sind für diese Schildkrötenart keine Unterarten beschrieben. Es gibt jedoch in der Panzerfärbung und der Größe Unterschiede zwischen Indischen Sternschildkröten, die aus dem östlichen Pakistan beziehungsweise aus dem Westen Indiens stammen, und denen, die im südöstlichen Indien beheimatet sind. Die westliche Population erreicht eine größere Carapaxlänge. Die Tiere aus Südostindien dagegen bleiben kleiner. Sie haben wie die auf Sri Lanka beheimateten Schildkröten eine leuchtendere Panzerfärbung.

## Verbreitungsgebiet und Lebensraum
Die Indische Sternschildkröte kommt von Pakistan über das Zentralgebiet und den Süden von Indien bis nach Sri Lanka vor. Sie nutzt innerhalb dieses sehr großen Verbreitungsgebietes sehr unterschiedliche Lebensräume. Auf Sri Lanka gehören zu ihrem Lebensraum sowohl Sanddünen als auch Buschwälder und verwilderte Parks. In Indien ist sie auch auf Ödland und wüstenähnlichen Gebieten zu finden. Die meisten Fundorte befinden sich in einer Höhe unter 200 NN.
Die Indische Sternschildkröte ist eine tagaktive Schildkrötenart. Am aktivsten ist sie während der Monsunzeit, wenn sie ganztägig auf Nahrungssuche ist. In der Trockenzeit ist sie vor allem am frühen Morgen und am späten Nachmittag zu beobachten. Während der heißen Tageszeit sucht sie unter Sträuchern und Büschen Schutz. Durch ihren helldunkel gefärbten Panzer ist sie im trockenen Gras oder Büschen nur schwer zu entdecken.
Die Indische Sternschildkröte lebt überwiegend von pflanzlicher Nahrung. Dazu zählen Gras und trockenes Gras (hoher Ballaststoffanteil der natürlichen Nahrung), auf dem Boden liegende Früchte sowie Blumen. Sie frisst gelegentlich auch animalische Kost.

## Fortpflanzung
Die Fortpflanzungszeit fällt im indischen Verbreitungsgebiet mit der Monsunzeit zusammen. Die Weibchen legen mehrere Gelege, die anfangs zwischen fünf und neun Eier aufweisen. Gegen Ende der Fortpflanzungszeit enthalten die Nistgruben häufig nur noch ein bis vier Eier. Die Schlupfzeit der Jungtiere ist abhängig von der Umgebungstemperatur und der Jahreszeit. Sie beträgt zwischen 86 und 150 Tagen.

## Haltung als Terrarientier
Wegen ihres auffälligen und attraktiven Panzers zählte die Indische Sternschildkröte in den 1970er und 1980er Jahren noch zu den verhältnismäßig häufig in Gefangenschaft gehaltenen Tieren. Zu Beginn der 1970er Jahre wurden allein auf dem Markt von Kalkutta jährlich etwa 10.000 Tiere gehandelt. Mit dem Inkrafttreten des Indian Wildlife Act von 1972 wurde zumindest der legale Handel gestoppt. Die Art ist heute im Anhang I der CITES-Vereinbarung gelistet. Grundsätzlich gehört die Indische Strahlenschildkröte zu den anspruchsvollen Pfleglingen, die eine hohe Luftfeuchtigkeit benötigen. Unsachgemäß gehaltene Sternschildkröten sterben früh an Atemwegserkrankungen.

## Nachweise